# Hebeloma fastibile
Hebeloma fastibile là một loài nấm ở Hymenogastraceae.

## Hình ảnh

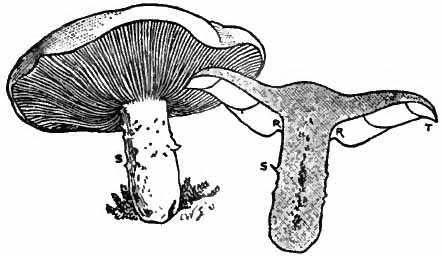